# Talking Heads: 77
Talking Heads: 77 — дебютний студійний альбом американського рок-гурту Talking Heads. Він був записаний у квітні 1977 року на нью-йоркській студії Sundragon Studios і випущений 16 вересня того ж року лейблом Sire Records. Сингл «Psycho Killer» посів 92 місце в чарті Billboard Hot 100.

## Про альбом
Запис матеріалу проходив наприкінці 1976 — у першій половині 1977 року на студії Sundragon Studios, Нью-Йорк після того, як гурт підписав контракт з Sire Records. Як продюсери виступили Тоні Бонджиові і Ленс Куїнн.
Talking Heads: 77 піднявся до № 97 у списках Billboard 200. Сингл «Psycho Killer» досяг № 92 в Billboard Hot 100. Дебютний сингл «Love → Building on Fire», що вийшов в лютому, в початковий варіант альбому включений не був.
Музична критика високо оцінила альбом, зазначивши вдале поєднання мінімалізму і артовості, розумні тексти Бірна і його унікальну манеру виконання. Згодом платівка була визнана класикою нової хвилі; рецензент Trouser Press Айра Роббінс назвав цей дебют «приголомшливим», Вільям Рулманн з Allmusic дав йому оцінку 5/5.

## Список композицій
Автор музики і слів Девід Бірн, якщо не зазначено інакше. 
| Перша сторона | Перша сторона               | Перша сторона |
| #             | Назва                       | Тривалість    |
| ------------- | --------------------------- | ------------- |
| 1.            | «Uh-Oh, Love Comes to Town» | 2:48          |
| 2.            | «New Feeling»               | 3:09          |
| 3.            | «Tentative Decisions»       | 3:04          |
| 4.            | «Happy Day»                 | 3:55          |
| 5.            | «Who Is It?»                | 1:41          |
| 6.            | «No Compassion»             | 4:47          |

| Друга сторона | Друга сторона                         | Друга сторона |
| #             | Назва                                 | Тривалість    |
| ------------- | ------------------------------------- | ------------- |
| 7.            | «The Book I Read»                     | 4:06          |
| 8.            | «Don't Worry About the Government»    | 3:00          |
| 9.            | «First Week/Last Week…Carefree»       | 3:19          |
| 10.           | «Psycho Killer» (Бірн, Франц, Веймут) | 4:19          |
| 11.           | «Pulled Up»                           | 4:29          |

| Бонус-треки перевидання 2005 року | Бонус-треки перевидання 2005 року                        | Бонус-треки перевидання 2005 року |
| #                                 | Назва                                                    | Тривалість                        |
| --------------------------------- | -------------------------------------------------------- | --------------------------------- |
| 12.                               | «Love → Building on Fire»                                | 3:00                              |
| 13.                               | «I Wish You Wouldn't Say That»                           | 2:39                              |
| 14.                               | «Psycho Killer (Acoustic version)» (Бірн, Франц, Веймут) | 4:20                              |
| 15.                               | «I Feel It in My Heart»                                  | 3:15                              |
| 16.                               | «Sugar on My Tongue»                                     | 2:36                              |

## Учасники запису
Talking Heads
- Девід Бірн — гітара, вокал
- Кріс Франц — ударні
- Джеррі Гаррісон — гітара, клавішні, бек-вокал
- Тіна Веймут — бас-гітара

Технічний персонал
- Тоні Бонджиові, Ленс Куїнн і Talking Heads — продюсери
- Ед Стазіум — звукорежисер
- Джо Гаствірт — мастеринг